# Santa Mare
Santa Mare è un comune della Romania di 3 104 abitanti, ubicato nel distretto di Botoșani, nella regione storica della Moldavia.
Il comune è formato dall'unione di 8 paesini: Bădărăi, Berza, Bogdănești, Durnești, Ilișeni, Rânghilești, Rânghilești-Deal, Santa Mare.